# Valle de Orcia

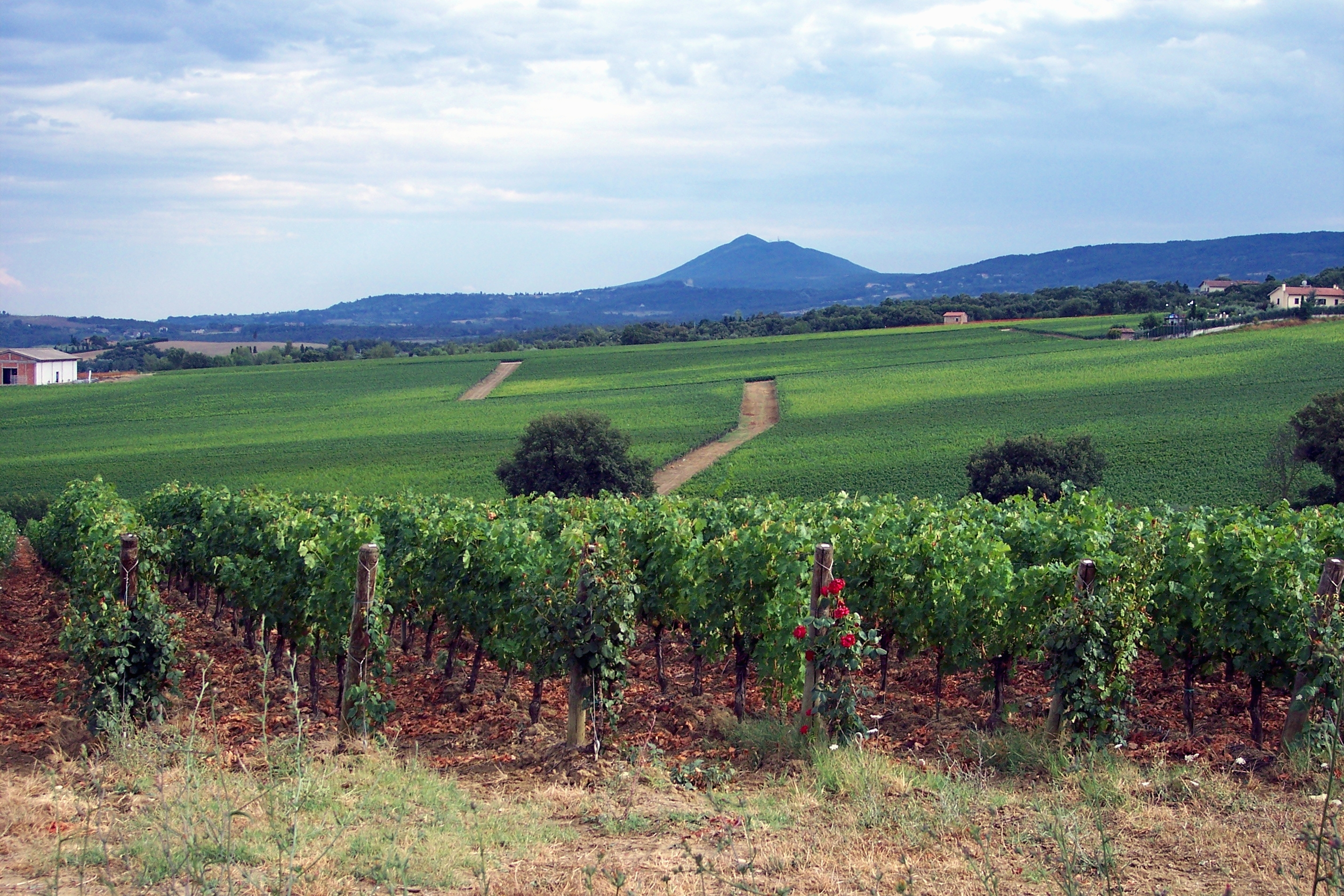
Viticultura en el Valle de Orcia; monte Amiata en el segundo plano

El Valle de Orcia (en italiano: Val d'Orcia o Valdorcia) es un amplio valle italiano situado en la provincia de Siena, en Toscana, en la parte de la región que delimita con la Umbría. Situado en la Italia central, se extiende desde las colinas al sur de Siena hasta el monte Amiata.

## Geografía
Se caracteriza por sus colinas suaves, cuidadosamente cultivadas, ocasionalmente rotas por barrancos y pintorescas ciudades y pueblos como Pienza (reconstruida como una «ciudad ideal» en el siglo XV bajo el mecenazgo del papa Pío II), Radicofani (casa del tristemente célebre héroe-bandido Ghino di Tacco) y Montalcino. Es un paisaje que se ha convertido en familiar a través de su representación en obras de arte desde la pintura renacentista hasta la fotografía moderna.
El valle está atravesado en el centro por el río Orcia, que le da el nombre. 
Los municipios que forman parte del valle de Orcia son: Castiglione d'Orcia, Montalcino, Pienza, Radicofani y San Quirico d'Orcia. Otros centros importantes son Monticchiello, Bagno Vignoni, Montenero d'Orcia y Montegiovi. Muchos lugares de turismo rural, casas rurales y castillos con torres aparecen dispersos en el aislado y tranquilo paisaje.
El árbol característico es el ciprés. Entre las comidas y bebidas destacadas de la zona están el queso Pecorino di Pienza y el vino Brunello di Montalcino, uno de los más prestigiosos vinos italianos.

## Patrimonio de la Humanidad
El valle es también un importante parque natural, artístico y cultural, y desde el 2 de julio de 2004 fue reconocido como Patrimonio de la Humanidad por la Unesco, por estos criterios: 
- Criterio (iv): El valle de Orcia es un reflejo excepcional de la manera en la que el paisaje fue re-escrito en los tiempos renacentistas para reflejar los ideales del buen gobierno y para crear unas imágenes estéticamente atractivas.
- Criterio (vi): El paisaje del valle de Orcia fue celebrado por los pintores de la escuela sienesa, que florecieron durante el Renacimiento. Imágenes del valle de Orcia, y particularmente representaciones de paisajes en los que las personas están representadas viviendo en armonía con la naturaleza, se han convertido en iconos del renacimiento y han influido profundamente en el desarrollo del pensamiento paisajístico.